# پارچه های نانو

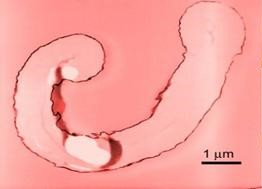
تصویر میکروسکوپ الکترونی از الیاف پنبه پوشیده شده با نانوذرات پالادیوم

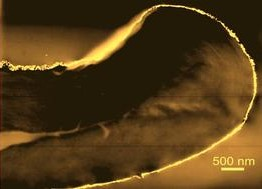
تصویر میکروسکوپ الکترونی از الیاف پنبه پوشیده شده با نانوذرات طلا. نانوذرات فقط طرح کلی الیاف در این دو تصویر را تشکیل می‌دهند.

نانوپارچه‌ها منسوجاتی هستند که با ریزذرات مهندسی شده‌اند که به مواد با خواص مفیدی مانند آبگریز بودن (مقاومت شدید در برابر آب، همچنین به «اثر لوتوس» مراجعه کنید)، حذف بو و رطوبت، افزایش خاصیت ارتجاعی و استحکام، و باکتریایی می‌دهد. بسته به ویژگی مورد نظر، یک نانوپارچه یا از الیاف نانوسکوپی به نام نانوالیاف ساخته می‌شود یا با استفاده از محلولی حاوی نانوذرات بر روی یک پارچه معمولی تشکیل می‌شود. تحقیقات نانو پارچه‌ها یک تلاش بین رشته‌ای شامل مهندسی زیستی، شیمی مولکولی، فیزیک، مهندسی برق، علوم کامپیوتر، و مهندسی سیستم‌ها است. کاربردهای نانوپارچه پتانسیل ایجاد انقلابی در تولید نساجی و حوزه‌های پزشکی مانند دارورسانی و مهندسی بافت را دارد.

## مقیاس نانو
الیافی که عرض آن کمتر از ۱۰۰۰ نانومتر است (۱ میکرومتر) به‌طور کلی به عنوان یک نانوالیاف تعریف می‌شود.
نانوذره به گروه کوچکی از اتم‌ها یا مولکول‌ها با شعاع کمتر از ۱۰۰ نانومتر تعریف می‌شود.
ذرات در مقیاس نانو نسبت سطح به حجم بسیار بالایی دارند، در حالی که این نسبت برای اجسام در مقیاس ماکروسکوپی بسیار کمتر است. سطح نسبی بالا به این معنی است که نسبت زیادی از جرم یک ذره در سطح آن وجود دارد، بنابراین نانوالیاف و نانوذرات سطح بیشتری از تعامل با مواد دیگر را نشان می‌دهند. نسبت سطح بالای سطح به حجم مشاهده شده در ذرات بسیار کوچک چیزی است که ایجاد بسیاری از خواص ویژه توسط نانو پارچه‌ها را ممکن می‌سازد.

## ساخت و تولید
استفاده از نانوذرات و نانوالیاف برای تولید نانوپارچه‌های تخصصی پس از توسعه کامل تکنیک‌های سل-ژل و الکتروریسی در دهه ۱۹۸۰ به موضوعی مورد توجه تبدیل شد. همچنین از سال ۲۰۰۰، افزایش چشمگیر بودجه جهانی، تلاش‌های تحقیقاتی در فناوری نانو، از جمله تحقیقات در مورد پارچه‌های نانو را تسریع کرده است.

### سل ژل
فرایند سل-ژل برای ایجاد محلول‌های ژل‌مانندی استفاده می‌شود که می‌توان آن‌ها را به عنوان یک پوشش مایع روی منسوجات اعمال کرد تا نانوپارچه‌هایی با خواص جدید ایجاد کند. این فرایند با حل کردن نانوذرات در یک حلال مایع (اغلب الکل) آغاز می‌شود. پس از حل شدن، چندین واکنش شیمیایی رخ می‌دهد که باعث رشد نانوذرات و ایجاد شبکه ای در سراسر مایع می‌شود. شبکه محلول را به یک کلوئید (تعلیق ذرات جامد در مایع) با بافت ژلاتینی تبدیل می‌کند. در نهایت، کلوئید باید یک فرایند خشک کردن را طی کند تا حلال اضافی از مخلوط خارج شود تا بتوان از آن برای درمان پارچه استفاده کرد. فرایند سل-ژل به روشی مشابه برای ساخت نانوالیاف پلیمری استفاده می‌شود که زنجیره‌های بلند و فوق‌العاده نازکی از پروتئین‌ها هستند که به یکدیگر متصل شده‌اند.

### الکتروریسی
الکتروریسی نانوالیاف را از محلول‌های پلیمری (سنتز شده توسط فرایند سل-ژل) استخراج می‌کند و آنها را جمع‌آوری می‌کند تا نانوپارچه‌های نبافته را تشکیل دهد. یک میدان الکتریکی قوی به محلول اعمال می‌شود تا رشته‌های پلیمری را شارژ کند. محلول در یک سرنگ قرار می‌گیرد و به سمت صفحه جمع‌کننده با بار مخالف قرار می‌گیرد. هنگامی که نیروی جاذبه بین نانوالیاف پلیمری و صفحه کلکتور از کشش سطحی محلول فراتر رود، نانوالیاف از محلول آزاد شده و روی صفحه کلکتور رسوب می‌کنند. الیاف رسوب‌شده یک نانوپارچه متخلخل را تشکیل می‌دهند که بسته به نوع پلیمر مورد استفاده می‌تواند به دارورسانی و مهندسی بافت کمک کند.

## کاربردها

### صنایع نساجی
هنگامی که پوشش‌های نانو مهندسی شده روی پارچه‌ها اعمال می‌شود، نانوذرات به راحتی با الیاف ماده پیوند ایجاد می‌کنند. سطح بالای سطح نسبت به حجم ذرات، واکنش شیمیایی آنها را افزایش می‌دهد و به آنها اجازه می‌دهد تا به‌طور دائمی به مواد بچسبند. پارچه‌هایی که در حین ساخت با پوشش‌های نانوذراتی پردازش می‌شوند، موادی تولید می‌کنند که باکتری‌ها را می‌کشند، رطوبت و بو را از بین می‌برند و از الکتریسیته ساکن جلوگیری می‌کنند. پوشش‌های نانوالیاف پلیمری اعمال شده روی منسوجات به مواد در یک انتهای پلیمر متصل می‌شوند و سطحی از ساختارهای ریز و مو مانند را تشکیل می‌دهند. «موهای» پلیمری یک لایه نازک ایجاد می‌کند که از تماس مایعات با پارچه واقعی جلوگیری می‌کند. در نتیجه لایه ای که توسط نانوالیاف پلیمری تشکیل شده است، پارچه‌های نانو با خواص ضد آلودگی، ضد لک و فوق آبگریز امکان‌پذیر است.
توسعه پارچه‌های نانو برای استفاده در صنعت پوشاک و منسوجات هنوز در مراحل اولیه است. برخی از کاربردها مانند لباس‌های مقاوم در برابر باکتری‌ها هنوز از نظر اقتصادی کاربردی نیستند. به عنوان مثال، نمونه اولیه یک ژاکت ضد باکتری یک دانشجوی دانشگاه کرنل به تنهایی ۱۰۰۰۰ دلار هزینه داشت، بنابراین ممکن است زمان زیادی طول بکشد تا لباس‌های نانو پارچه به بازار عرضه شود.

### مهندسی بافت
پارچه‌های نبافته ساخته شده توسط الکتروریسی پتانسیل کمک به رشد بافت اندام، استخوان، نورون‌ها، تاندون‌ها و رباط‌ها را دارند. نانوپارچه‌های پلیمری می‌توانند به عنوان یک داربست برای حمایت از بافت آسیب‌دیده یا به‌عنوان جایگزین مصنوعی برای بافت واقعی عمل کنند. بسته به عملکرد، نانو پارچه می‌تواند از پلیمرهای طبیعی یا مصنوعی یا ترکیبی از هر دو ساخته شود.

## پیامدهای زیست‌محیطی
با پیشرفت فناوری نانو، مطالعات زیادی برای تعیین اثرات مواد نانو مهندسی شده بر محیط زیست انجام شده است. بیشتر منسوجات می‌توانند تا ۲۰ درصد از جرم خود را در طول عمر خود از دست بدهند، بنابراین نانوذرات مورد استفاده در تولید پارچه‌های نانو در معرض خطر رها شدن در هوا و آبراه‌ها هستند.
انتظار می‌رود نانو نقره به دلیل خاصیت ضدباکتریایی، ۴۹٫۵ درصد از تولید جهانی خود را در صنعت نانو نساجی به خود اختصاص دهد. پیش‌بینی می‌شود که ۲۰ درصد از نانو نقره‌ای که در صنعت نانو پارچه‌ها استفاده می‌شود در آبراه‌ها رها می‌شود که می‌تواند به میکروارگانیسم‌ها آسیب برساند. با این حال، بیش از ۹۰ درصد نانو نقره در طول تصفیه در تأسیسات فاضلاب حذف می‌شود، بنابراین احتمال دارد که اثرات زیست‌محیطی حداقل باشد. مطالعه ای بر روی نانوذرات اکسید آلومینیوم نشان داد که استنشاق باعث التهاب در ریه‌های موش می‌شود. از نانوذرات اکسید آلومینیوم به مقدار زیاد استفاده نمی‌شود، بنابراین خطرات سلامتی آن ناچیز است. سایر مطالعات انجام شده برای نانوذرات نشان می‌دهد که با ادامه رشد صنعت نانو منسوجات، تأثیر زیست‌محیطی آن‌ها باید کم باشد.